# Pedro Casaldáliga
Pedro Casaldáliga (de son nom d'origine complet Pere Casaldàliga i Pla), né le 16 février 1928 à Balsareny en Catalogne, et mort le 8 août 2020, est un évêque catholique espagnol, naturalisé brésilien, fils du Cœur Immaculé de Marie (CMF) et prélat émérite de São Félix do Araguaia (Brésil) de février 2005 à août 2020.

## Biographie

### Prêtre
Né le 16 février 1928 à Balsareny (Catalogne, Espagne), il est ordonné prêtre pour la Congrégation des Fils du Cœur Immaculé de Marie le 31 mai 1952.

### Évêque
Envoyé par le pape Paul VI comme administrateur apostolique de São Félix do Araguaia en 1970, il est consacré évêque le 27 août 1971.
Poète et théologien de la libération, il devient un fervent défenseur des Indiens et des paysans sans terre, et un opposant implacable à la dictature militaire (1964-1985) et aux grands propriétaires terriens.
Bien qu’évêque (ce qui lui confère le titre de « monseigneur »), il demande à être simplement appelé Pedro. Il renonce à porter les accessoires de son statut : la mitre, la crosse et l’anneau d’or. Il leur préféra un anneau noir de palmier Tucum – un symbole utilisé par les religieux de la théologie de la libération –, un chapeau de paille, et de simples habits.
Il est victime d'une tentative d'assassinat en 1976, alors qu'il accompagnait le prêtre jésuite Joao Bosco Burnier au poste de police pour réclamer la libération de prisonnières. Les policiers tuent par balles João Bosco Burnier, et tentent également de tuer Pedro Casaldáliga. Profondément marqué par la mort de son ami, il organise depuis lors chaque année une « procession des martyrs » pour lui rendre hommage et bâtit un sanctuaire proche de l’endroit du crime.
Il continue de lutter contre l’esclavage moderne, notamment en Amazonie.
Atteint de la maladie de Parkinson, il se retire de sa charge le 2 février 2005.

### Devise épiscopale
Nada possuir, nada carregar, nada pedir, nada calar e, sobretudo, nada matar (« Ne rien avoir, ne rien prendre en charge, ne rien  demander, ne rien taire et surtout ne rien tuer »)

## Distinctions
- Creu de Sant Jordi (1990)
- Premi Internacional Catalunya (2006)

### Filmographie
Pieds nus sur le sol rouge, un téléfilm espagnol, réalisé en 2014 par Oriol Ferrer, avec  Eduard Fernández dans le rôle de Pedro Casaldáliga, ainsi que Francesc Orella et Sergi López, retrace le combat de Dom Pedro aux côtés des pauvres de São Félix do Araguaia contre la tyrannie des propriétaires terriens et la corruption des autorités.